# Chrysops sordidus
Chrysops sordidus is een vliegensoort uit de familie van de dazen (Tabanidae). De wetenschappelijke naam van de soort is voor het eerst geldig gepubliceerd in 1875 door Osten Sacken.